# فيديوهات وتسجيلات أسامة بن لادن

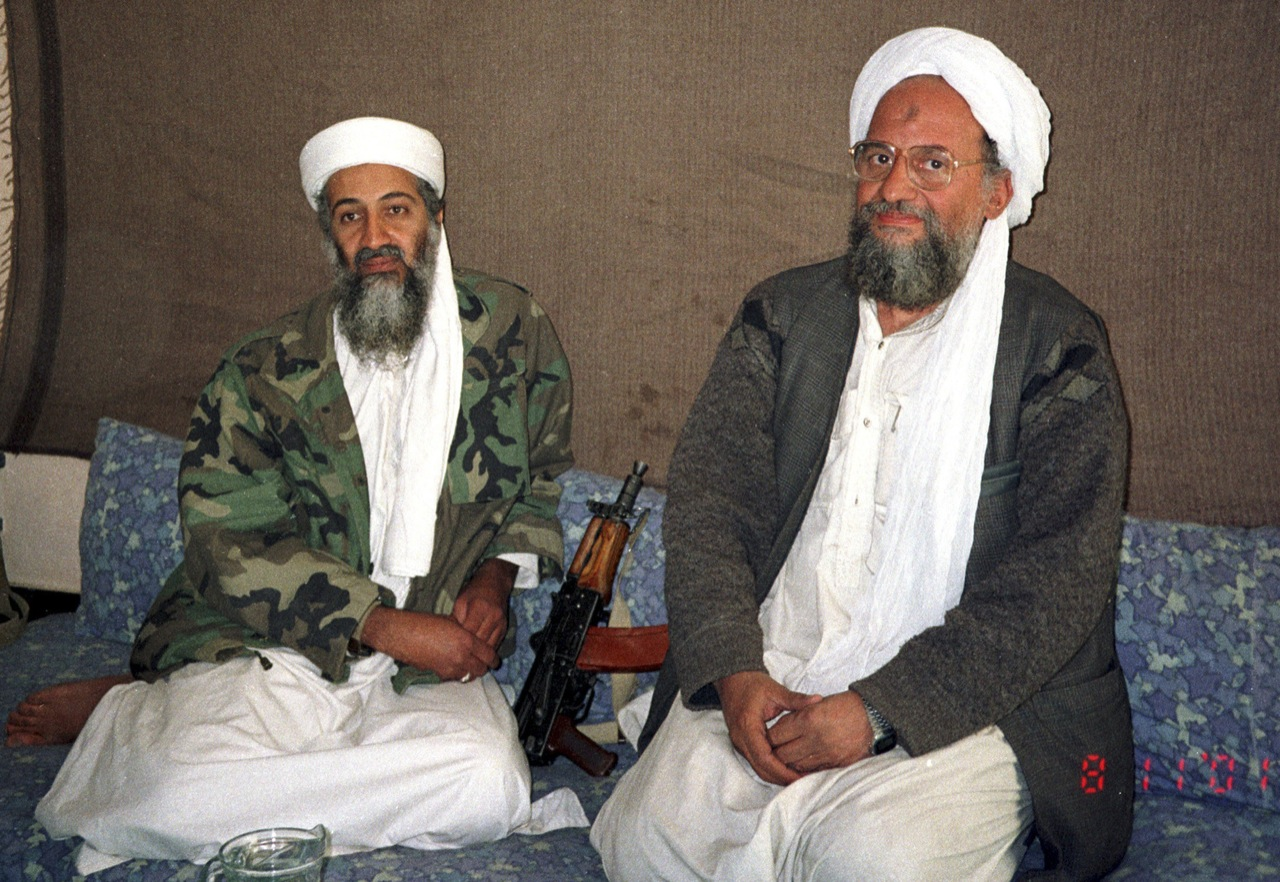
صورة تجمع أسامة بن لادن وأيمن الظواهري عام 2001م.

هناك العديد من المقاطع المُصورة والتسجيلات الصوتية الصادرة عن أسامة بن لادن بين عامي 2001 و2011. أرسلت معظم هذه الأشرطة عبر البريد أو عن بواسطة مُرسَل إلى محطات فضائية عربية مثل قناة الجزيرة وغيرها.

## قائمة الأشرطة

### 7 أكتوبر 2001
بعيد قيام الولايات المتحدة وحلف شمال الأطلسي بشن ضربات جوية على أفغانستان، أصدر أسامة بن لادن شريط فيديو قال فيه: «فها هي أمريكا قد أصابها الله سبحانه وتعالى في مقتل من مقاتلها، فدمر أعظم مبانيها، فلله الحمد والمنة، وما تذوقه أمريكا اليوم هو شيء يسير مما ذقناه منذ عشرات السنين.»، في إشارة لهجمات 11 سبتمبر.

### 3 نوفمبر 2001
أصدر أسامة بن لادن مقطعًا مصورًا تحدث فيه عن الصراع مع الغرب والأمم المتحدة وإسرائيل، وأن أساس الصراع هو حرب دينية ضد الإسلام.

### 13 ديسمبر 2001

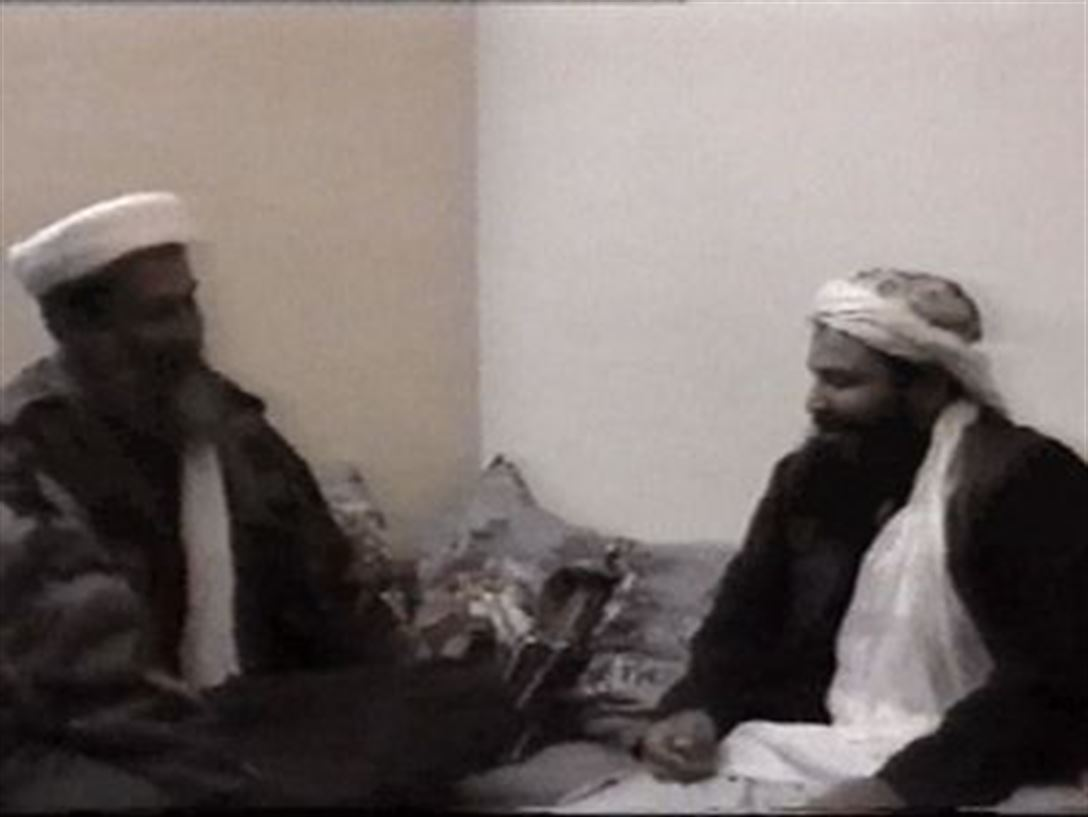
لقطة لأسامة بن لادن في مقطع مرئي صدر في 13 ديسمبر 2001

وجدت القوات الأمريكية شريط فيديو لأسامة بن لادن في جلال آباد في 10 نوفمبر 2001.
وفي ديسمبر 13 ديسمبر 2001، أذاعت وزارة الخارجية الأمريكية المقطع الذي يظهر فيه بن لادن متحدثًا مع خالد الحربي ورفيق أخر في مكان ما في أفغانستان قبل الغزو الأمريكي،  حيث ذكر بن لادن في المقطع أنه كان على علم بحدوث هجمات 11 سبتمبر قبلها ببضعة أيام.

### 11 فبراير 2003
مقطع صوتي تم بثه في الساعة 8 مساء بتوقيت جرينتش على قناة الجزيرة.

### 29 أكتوبر 2004
شريط فيديو من 18 دقيقة تم بثه على قناة الجزيرة قبل وقت قصير من الانتخابات الأمريكية في 29 أكتوبر 2004، ومخاطبًا فيه المواطنين الأمريكيين.
وذكر فيه أنه أُلهِمَ تدمير مركز التجارة العالمي بعد مشاهدته تدمير الأبراج في لبنان من قبل إسرائيل خلال حرب لبنان عام 1982.

### 19 يناير 2006
شريط صوتي لأسامة بن لادن مخاطبًا مواطني الولايات المتحدة مرة أخرى.

### 23 أبريل 2006
شريط صوتي اتهم فيه العالم الغربي بشن حرب صهيونية صليبية ضد الإسلام. بالإضافة إلى تعليقات على حركة حماس، والوضع في دارفور والعراق.

### 23 مايو 2006
تسجيل صوتي مدته 5 دقائق بثته الجزيرة، تحدث فيه عن محاكمة زكريا موسوي في معتقل غوانتانامو، وسجن الصحفيين سامي الحاج وتيسير علوني، نافيًا أن يكون أي منهم كان على اتصال مع تنظيم القاعدة.
حيث قال أن زكريا موسوي لا علاقة له على الإطلاق بهجمات 11 سبتمبر، وأن المسؤول عن الهجمات هم 19 من الإخوة فقط.

### 30 يونيو 2006
تسجيل صوتي مدته 19 دقيقة نشره موقع جهادي، أشاد فيه بأبي مصعب الزرقاوي ووصفه بأنه «أسد الجهاد».

### 14 يوليو 2007
بعد أيام قليلة من حصار مسجد لال من قبل الحكومة الباكستانية، وبعد صدور فيديو لأيمن الظواهري، ظهر بن لادن في مقطع فيديو مدته أقل من دقيقة على موقع ويب جهادي. وذكرت بي بي سي نيوز أن المقطع غير مؤرخ وقد يكون إعادة تجميع لقطات قديمة.

### 11 سبتمبر 2007
فيديو يحتوي على نعي لوليد الشهري، يحتوي على مقدمة صوتية لأسامة بن لادن يسلم لمدة 14 دقيقة مع صورة ثابتة لابن لادن، يليه مقطع لوليد الشهري.

### 20 سبتمبر 2007
تسجيل صوتي دعا فيه بن لادن الباكستانيين إلى الإطاحة بالرئيس برويز مشرف، واعدا برد على اقتحام «المسجد الأحمر» (مسجد لال) في العاصمة إسلام آباد في يوليو 2007.

### 29 نوفمبر 2007
شريط صوتي منسوب لابن لادن، يدعو فيه الدول الأوروبية لإنهاء المشاركة العسكرية في أفغانستان.

### 29 ديسمبر 2007
شريط صوتي لأسامة بن لادن حذر فيه أهل السنة في العراق من الانجراف إلى قتال "المجاهدين" وتعهد بتوسيع بقعة الجهاد حتى إسرائيل، قائلًا: «الدم بالدم والهدم بالهدم».

### 19 مارس 2008
شريط صوتي يحذر فيه دول الاتحاد الأوروبي من عواقب إعادة نشر الرسوم الكاريكاتورية المسيئة للنبي محمد.
كان الرسالة الصوتية بعنوان «ثكلتنا أمهاتنا إن لم ننصر نبينا».

### 20 مارس 2008
يحث فيه «المجاهدين» في فلسطين للانضمام إلى «الجهاد في العراق».

### 16 مايو 2008
رسالة صوتية بعنوان: «أسباب الصراع بمناسبة الذكرى ال60 لتأسيس دولة الاحتلال الإسرائيلي»

### 18 مايو 2008
رسالة صوتية بعنوان «رسالة قوية إلى الأمة الإسلامية».

### 14 يناير 2009
تسجيل صوتي دعا فيه إلى الجهاد ضد الهجوم الإسرائيلي على قطاع غزة، وقال إن الأزمة المالية العالمية كشفت تراجع نفوذ الولايات المتحدة في الشؤون العالمية، وأن ذلك سوف يُضعِفَ حليفتها إسرائيل. يرافق التسجيل صورة لابن لادن مع خلفية للمسجد الأقصى.

### 3 يونيو 2009
تسجيل صوتي بثته قناة الجزيرة في 3 يونيو، هاجم فيه بن لادن الرئيس الأمريكي باراك أوباما، والباكستاني آصف علي زرداري واتهمهما بتشريد ملايين المسلمين في سوات.

### 13 سبتمبر 2009
تسجيل صوتي منسوب لأسامة بن لادن في 13 سبتمبر 2009، تم بثه على أحد المواقع الجهادية على شبكة الإنترنت. (نص التسجيل).

### 25 سبتمبر 2009
رسالة صوتية نُشرت على المنتديات الجهادية بعنوان «رسالة من الشيخ أسامة بن لادن إلى شعوب أوروبا» مدتها 4:47 دقائق.

### 29 يناير 2010
تسجيل صوتي منسوب لابن لادن نُشر على قناة الجزيرة، دعا في جميع المسلمين في أنحاء العالم إلى مقاطعة البضائع الأمريكية والدولار الأمريكي لزعزعة الاقتصاد الأميركي.

### 25 مارس 2010
آخر جديد تسجيل صوتي يُزعَم أنه من بن لادن نُشر على قناة الجزيرة، هدد فيه بأن إعدام خالد شيخ محمد لن يمر هباءً.

### 21 يناير، 2011
تسجيل صوتي صدر يوم الجمعة 21 يناير، قال فيه أن الإفراج عن الرهائن الفرنسية يعتمد على انسحاب فرنسا من أفغانستان.